# Kula (Serbia)
Kula (in serbo Кула?, in ungherese Kúla) è una città e una municipalità del Distretto della Bačka Occidentale nel nord-ovest della provincia autonoma della Voivodina.
All'interno del comune si trova la località di Ruski Krstur, abitata in prevalenza da ruteni, sede dell'eparchia di San Nicola di Ruski Krstur.

## Sport
Il FK Hajduk Kula, è il massimo club calcistico cittadino, che milita nella massima divisione serba. La squadra di pallamano Rukometni Klub Crvenka ha sede nella città.